# Fred Rist
Fred Rist (* 1947) ist ein deutscher wissenschaftlicher Psychologe. Er war von 1996 bis 2013 Inhaber des Lehrstuhls für Klinische Psychologie und Psychotherapie am Fachbereich Psychologie der Universität Münster. Von 2013 bis 2022 war er Seniorprofessor der Universität Münster.

## Leben
Fred Rist erwarb 1973 sein Diplom in Psychologie an der Universität Konstanz. Von 1973 bis 1976 war er Wissenschaftlicher Angestellter am Psychiatrischen Landeskrankenhaus Reichenau. Er promovierte 1977 zum Dr. phil. an der Universität Konstanz und war 1977/78 als Postdoc am NYS Psychiatric Institute, Bundesstaat New York, USA beschäftigt, 1979/80 als Lecturer an der New School for Social Research. Wieder in Deutschland, arbeitete Rist von 1980 bis 1987 als Wissenschaftlicher Assistent an der Universität Konstanz. Nach Habilitation 1987 an der Universität Konstanz hatte er dort von 1988 bis 1990 eine C2-Professur für Differentielle und Klinische Psychologie. Von 1991 bis 1996 war Fred Rist Wissenschaftlicher Angestellter am Zentralinstitut für Seelische Gesundheit in Mannheim.
Ab 1996 bis zu seiner Emeritierung 2013 war er Professor für Klinische Psychologie und Psychotherapie an der Universität Münster. Er war zudem wissenschaftlicher Leiter der Ambulanz für Psychotherapie am Fachbereich Psychologie und Sportwissenschaften. Rist ist approbiert als Psychotherapeut und besitzt eine Anerkennung als Supervisor.
Rists wissenschaftliche Schwerpunkte sind Psychopathologie - insbesondere der substanzassoziierten Störungen (Alkohol, Nikotin, Opiate), Angststörungen und somatoformen Störungen - , Verhaltenstherapie und Psychotherapieforschung. Er war beteiligt an mehreren von der Deutschen Forschungsgemeinschaft (DFG) geförderten Projekten. Er war einer der Ersteller des Elektronischen Handbuchs zu Erhebungsinstrumenten im Suchtbereich (EHES). Im Bereich Prokrastination war er beteiligt an der Entwicklung eines Programms gegen pathologisches Aufschieben. 2004 richtete die von ihm geleitete psychotherapeutische Hochschulambulanz eine Spezialambulanz für Prokrastination ein.

## Veröffentlichungen (Auswahl)
- Anna Höcker, Margarita Engberding, Fred Rist: Heute fange ich wirklich an! Prokrastination und Aufschieben überwinden – ein Ratgeber. 2., unveränderte Auflage. Hogrefe-Verlag, Göttingen 2021, ISBN 978-3-8017-2706-2 (Vorschau).
- Fred Rist: Neuropsychologie der Alkoholabhängigkeit. In: Stefan Lautenbacher, Siegfried Gauggel (Hrsg.): Neuropsychologie psychischer Störungen. 2. Auflage. Springer, Berlin/Heidelberg 2010, ISBN 978-3-540-72339-4, S. 285–308 (Zusammenfassung)
- Angelika Glöckner-Rist, Fred Rist, Heinrich Küfner: Elektronisches Handbuch zu Erhebungsinstrumenten im Suchtbereich (EHES 4.0). Institut für Umfragen, Methoden und Analysen (ZUMA) e. V., Mannheim 2010.
- F. Rist, A. Pedersen, A. Höcker, M. Engberding: Pathologisches Aufschieben und die Aufmerksamkeitsdefizit-/Hyperaktivitätsstörung. In: Psychotherapie im Dialog. Band 12, 2011, S. 217–220.
- F. Rist, A. Glöckner-Rist, R. Demmel: The Alcohol Use Disorders Identification Test revisited: establishing its structure using nonlinear factor analysis and identifying subgroups of respondents using latent class factor analysis. In: Drug and Alcohol Dependence. Band 100, 2009, S. 71–82.